# François Bouchard
François Bouchard (* 26. dubna 1988 v Sherbrooke, Québec) je bývalý kanadský hokejový útočník.

## Hráčská kariéra
1,83 metrů vysoký útočník začínal v juniorské lize QMJHL v Drakkar de Baie-Comeau, kterým byl v roce 2004 draftován ze 2. kole celkově 20. V sezóně 2006/07 se stal nejlepším hráčem se 125 body a získal Jean Béliveau Trophy. V průběhu roku 2006 byl draftován týmem Washington Capitals ve 2. kole celkově 35. V Drakkar de Baie-Comeau následně odehrál dvě sezóny, ale po vyřazení v prvním kole nad týmem Rimouski Océanic, se připojil do farmářského týmu Capitals v Hershey Bears, jenž stihl odehrát čtyři zápasy v základní část a jeden zápas v playoff. V Hershey Bears zůstal a stal se jedním z kmenových hráčů a pomohl k zisku dvou Calder Cupu v roce 2009 a 2010. 15. července 2011 prodloužil smlouvu s Capitals o jeden rok. Do následujícího ročníku 2011/12 opět začal na farmě Capitals v Hershey Bears, kde byl jmenován alternativním hráčem. 9. listopadu 2011 byl vyměněn do týmu New York Rangers za Tomáše Kundrátka. Rangers poslal Boucharda na svou farmu v Connecticut Whale.

## Zajímavosti
13. dubna vstřelil první gól v AHL a 26. října zaznamenal první asistencí v AHL. To odkazuje na jeho den a měsíc svého narození 26. dubna.

## Ocenění a úspěchy
- 2006 CHL – Top Prospects Game
- 2007 QMJHL – Nejlepší nahrávač
- 2007 QMJHL – Jean Béliveau Trophy
- 2007 QMJHL – Druhý All-Star Tým
- 2016 LIHG – Nejlepší střelec

## Prvenství
- Debut v AHL – 6. dubna 2008 (Wilkes-Barre/Scranton Penguins proti Hershey Bears)
- První gól v AHL – 13. dubna 2008 (Binghamton Senators proti Hershey Bears, kanadskému brankáři Jeff Glass)
- První asistence v AHL – 26. října 2008 (Rochester Americans proti Hershey Bears)

## Klubové statistiky
| Sezóna         | Klub                      | Soutěž         |        | Základní část | Základní část | Základní část | Základní část | Základní část |        | Play off | Play off | Play off | Play off | Play off |
| Sezóna         | Klub                      | Soutěž         | Z      | G             | A             | B             | TM            | Z             | G      | A        | B        | TM       |          |          |
| 2004/2005      | Baie-Comeau Drakkar       | QMJHL          | 54     | 11            | 13            | 24            | 13            | 6             | 1      | 1        | 2        | 2        |          |          |
| 2005/2006      | Baie-Comeau Drakkar       | QMJHL          | 69     | 33            | 69            | 102           | 66            | 4             | 1      | 0        | 1        | 6        |          |          |
| 2006/2007      | Baie-Comeau Drakkar       | QMJHL          | 68     | 45            | 80            | 125           | 72            | 11            | 7      | 11       | 18       | 4        |          |          |
| 2007/2008      | Baie-Comeau Drakkar       | QMJHL          | 68     | 36            | 56            | 92            | 70            | 5             | 1      | 1        | 2        | 6        |          |          |
| 2007/2008      | Hershey Bears             | AHL            | 4      | 1             | 0             | 1             | 2             | 1             | 0      | 0        | 0        | 2        |          |          |
| 2008/2009      | Hershey Bears             | AHL            | 64     | 15            | 20            | 35            | 34            | 11            | 1      | 2        | 3        | 8        |          |          |
| 2009/2010      | Hershey Bears             | AHL            | 77     | 21            | 31            | 52            | 55            | 21            | 5      | 5        | 10       | 28       |          |          |
| 2010/2011      | Hershey Bears             | AHL            | 74     | 12            | 12            | 24            | 30            | 6             | 1      | 0        | 1        | 0        |          |          |
| 2011/2012      | Hershey Bears             | AHL            | 9      | 0             | 0             | 0             | 6             | –             | –      | –        | –        | –        |          |          |
| 2011/2012      | Connecticut Whale         | AHL            | 34     | 3             | 7             | 10            | 20            | —             | —      | —        | —        | —        |          |          |
| 2012/2013      | Cincinnati Cyclones       | ECHL           | 20     | 5             | 6             | 11            | 16            | —             | —      | —        | —        | —        |          |          |
| 2012/2013      | KHL Medveščak             | EBEL           | 19     | 4             | 8             | 12            | 12            | —             | —      | —        | —        | —        |          |          |
| 2013/2014      | IK Oskarshamn             | HAll           | 50     | 18            | 15            | 33            | 48            | —             | —      | —        | —        | —        |          |          |
| 2014/2015      | Södertälje SK             | HAll           | 47     | 7             | 3             | 10            | 28            | 8             | 2      | 2        | 4        | 8        |          |          |
| 2015/2016      | HC Pustertal-Val Pusteria | LIHG           | 42     | 34            | 29            | 63            | 40            | 15            | 5      | 13       | 18       | 14       |          |          |
| 2016/2017      | Boxers de Bordeaux        | LM             | 44     | 13            | 27            | 40            | 51            | 11            | 2      | 2        | 4        | 6        |          |          |
| 2017/2018      | Nehrál                    | Nehrál         | Nehrál | Nehrál        | Nehrál        | Nehrál        | Nehrál        | Nehrál        | Nehrál | Nehrál   | Nehrál   | Nehrál   | Nehrál   | Nehrál   |
| 2018/2019      | Dundee Stars              | EIHL           | 39     | 14            | 21            | 35            | 16            | —             | —      | —        | —        | —        |          |          |
| 2019/2020      | Pétroliers du Nord        | LNAH           | 34     | 13            | 31            | 44            | 18            | —             | —      | —        | —        | —        |          |          |
| 2021/2022      | Pétroliers du Nord        | LNAH           | 20     | 7             | 19            | 26            | 20            | 12            | 1      | 5        | 6        | 6        |          |          |
| Celkem v QMJHL | Celkem v QMJHL            | Celkem v QMJHL | 259    | 125           | 218           | 343           | 221           | 26            | 10     | 13       | 23       | 18       |          |          |
| Celkem v AHL   | Celkem v AHL              | Celkem v AHL   | 261    | 51            | 70            | 121           | 147           | 39            | 7      | 7        | 14       | 38       |          |          |

## Reprezentace
| Rok                       | Tým                       | Soutěž                    | Z  | G | A | B  | TM |
| ------------------------- | ------------------------- | ------------------------- | -- | - | - | -- | -- |
| 2005                      | Kanada Québec 17          | WHC-17                    | 5  | 2 | 3 | 5  | 2  |
| 2006                      | Kanada 18                 | MS-18                     | 7  | 3 | 5 | 8  | 6  |
| Juniorská kariéra celkově | Juniorská kariéra celkově | Juniorská kariéra celkově | 12 | 5 | 8 | 13 | 8  |